# Live at Budokan (álbum de Ozzy Osbourne)
Live at Budokan es un disco en vivo de Ozzy Osbourne lanzado el 25 de junio de 2002. Fue grabado en la sala Nippon Budokan el 15 de febrero de 2002 en la ciudad de Tokio, Japón.

## Lista de canciones

### CD
1. "I Don't Know" (Ozzy Osbourne, Randy Rhoads, Bob Daisley) – 5:51
2. "That I Never Had" (Osbourne, Joe Holmes, Robert Trujillo, Marti Frederiksen) – 4:12
3. "Believer" (Osbourne, Rhoads, Daisley, Lee Kerslake) – 4:56
4. "Junkie" (Osbourne, Holmes, Trujillo, Frederiksen) – 4:16
5. "Mr. Crowley" (Osbourne, Rhoads, Daisley) – 6:44
6. "Gets Me Through" (Osbourne, Tim Palmer) – 4:15
7. "No More Tears" (Osbourne, Zakk Wylde, Mike Inez, Randy Castillo, John Purdell) – 7:13
8. "I Don't Want to Change the World" (Osbourne, Wylde, Castillo, Lemmy) – 4:14
9. "Road to Nowhere" (Osbourne, Wylde, Castillo) – 5:52
10. "Crazy Train" (Osbourne, Rhoads, Daisley) – 5:56
11. "Mama, I'm Coming Home" (Osbourne, Wylde, Lemmy) – 4:37
12. "Bark at the Moon" (Osbourne) – 4:29
13. "Paranoid" (Osbourne, Tony Iommi, Geezer Butler, Bill Ward) – 3:49

### DVD
1. "I Don't Know"
2. "That I Never Had"
3. "Believer"
4. "Junkie"
5. "Mr. Crowley"
6. "Gets Me Through"
7. "Suicide Solution"
8. "No More Tears"
9. "I Don't Want to Change the World"
10. "Road to Nowhere"
11. "Crazy Train"
12. "Mama, I'm Coming Home"
13. "Bark at the Moon"
14. "Paranoid"

## Personal
- Ozzy Osbourne – Voces
- Zakk Wylde – Guitarra[2]
- Robert Trujillo – Bajo
- Mike Bordin – Batería
- John Sinclair – Teclados